# یکه‌باغ سفلی
یکه باغ سفلی (ساوه)، روستایی از توابع بخش مرکزی شهرستان ساوه در استان مرکزی ایران است.
روستای یکه باغ دارای دو بخش روستایی، یکی یکه باغ سفلی و دیگری یکه باغ علیا است. یکه باغ سفلی بخش اصلی روستا بوده، ولی عده کمی از مردم روستا در هر دو بخش ساکن بوده‌اند. این عده کم در گذشته دور از اواسط بهار تا اواسط پاییز به یکه باغ علیا کوچ می‌کردند و در زمستان‌ها دوباره به یکه باغ سفلی برمی‌گشتند.
این روستا از شرق با روستای نیوشت و روستای اکبر آباد (به معنای محلی بوآ) و از غرب با روستای چنار و از سمت شمال با منطقه خوش آب وهوای زرآب، از شمال غربی با روستای خلخاب و از جنوب با روستاهای عزیز آباد و قیطانیه و شاهسونکندی همسایه است.

## جمعیت
این روستا در دهستان شاهسون‌کندی قرار دارد و براساس سرشماری مرکز آمار ایران در سال ۱۳۹۸، جمعیت آن ۷۵ نفر (۳۱خانوار) بوده است. البته ذکر این نکته مهم است که جمعیت روستا در تابستان و زمستان متغیر می‌باشد. عموماً در تابستان‌ها جمعیت بیشتری در روستا ساکن هستند.